# Herve
Herve (valonski Heve ili Héf) je grad u Belgiji u valonskom dijelu zemlje, koji upravno spada pod pokrajinu Liège. Grad se nalazi 8 km od Verviersa i 17 km od Liègea.

## Opis
Grad se nalazi u prirodnoj zemljopisnoj regiji Pays de Herve. Herve je poznat po siru (fromage de Herve) koji ima oznaku zaštićenog i kontroliranog podrijetla.
Ovaj grad ima jednu od najhladnijih klima u Belgiji, te je dio tzv. visinske Belgije, jer se nalazi na visine većoj od 200 m. Zime znaju biti vrlo hladne, te se u dolinama mogu spustiti na -18°C, dok za vrijeme najtoplijih ljeta temperatura ne prelazi 35°C. Poljoprivredne površine većinom su iskorištene za ispašu krava koje daju mlijeko za slavni sir.

### Naselja
Osim grada, općina Herve sastoji se i od deset sela : Battice, Bolland, Bruyères, Chaineux, Charneux, Grand-Rechain, José, Julémont, Manaihant i Xhendelesse.
Također na području općine se nalaeze i brojni zaselci: Biomont, Bouxhmont, Champiomont, Elvaux, Fastré, Faweux, Gurné, Hacboister, Hautregard, Hauzeur, Holliguette, Houlteau, Hubertfays, Lescours, Noblehaye, Outre-Cour, Renouprez, Sauvenière, Wadeleux, Warrimont, Waucomont i Xhéneumont.

## Vanjske poveznice
- Službena stranica